# Молодёжный (Вожегодский район)
Молодёжный — посёлок в Вожегодском районе Вологодской области.
Входит в состав Явенгского сельского поселения (с 1 января 2006 года по 9 апреля 2009 года входил в Марьинское сельское поселение), с точки зрения административно-территориального деления — в Марьинский сельсовет.
Расстояние до районного центра Вожеги по автодороге — 10 км.
По переписи 2002 года население — 165 человек (77 мужчин, 88 женщин). Преобладающая национальность — русские (99 %).